# متلازمة بروتيوس الشبيهة
متلازمة بروتيوس الشبيهة (اختصارًا PLS) هي حالة مماثلة لمتلازمة بروتيوس، ولكن سببها غير مُؤكد.